# Silvija, kraljica Švedske
Silvija, kraljica Švedske (punim imenom Silvia Renate Sommerlath; 23. prosinca 1943.) supruga je švedskog kralja Carla XVI. Gustafa.
Rođena je u Heidelbergu, u Njemačkoj tijekom Drugog svjetskog rata, kao kćerka Nijemca Walthera Sommerlatha i Brazilijanke Alice Soares de Toledo. Silvijinog oca se optuživalo da je član Nacističke partije, što je on opovrgavao. Nakon rata Silvijina obitelj seli u Brazil. Silvija je živjela u gradu São Paulo od 1947. do 1957. godine, nakon čega obitelj seli natrag u Njemačku.

## Karijera
Prije braka sa švedskim kraljem, Silvija je radila u Argentinskom konzulatu u Münchenu. Vodila je XX Olimpijske igre u Münchenu 1972. godine i XII. Zimske olimpijske igre u Innsbrucku 1976. godine.
Kraljica Silvija je obučeni prevoditelj i, pored maternjeg njemačkog i portugalskog jezika, govori švedski, francuski, španjolski i engleski jezik. Služi se i sa znakovnim jezikom za gluhe osobe.

## Brak
Tijekom Olimpijskih igara 1972. godine Silvija je upoznala Carla Gustafa, krunskog princa od Švedske. Nakon smrti njegovog djeda, kralja Gustafa VI. Adolfa. 1973., Carl Gustaf je postao kralj Carl XVI. Gustaf i bio okrunjen 19. rujna iste godine. 
Kralj Carl XVI. Gustaf je objavio svoje zaruke sa Silvijom 12. ožujka 1976. godine. Vjenčanje je održano tri mjeseca kasnije, 19. lipnja, u katedrali u Stockholmu. Bilo je to prvo vjenčanje vladajućeg švedskog monarha od 1797. godine (prethodni monarsi su na tron dolazili već vjenčani). Da je kralj oženio Silviju za života svoga djeda izgubio bi mjesto u nasljednom nizu, pošto je Gustaf VI. Adolf vjerovao da princ mora oženiti princezu. Noć prije vjenčanja popularna švedska grupa ABBA na švedskoj televiziji otpjevala je pjesmu Dancing Queen u čast Silvije, iako sama pjesma nije bila napisana za nju.
Kraljica Silvija je rodila troje djece, dvije kćeri i sina. Njen sin, princ Karlo Filip, vojvoda od Värmlanda, je bio prijestolonasljednik sve do promjene zakona koji je sinovima davao prednost nad kćerima makar one bile starije, zakonom koji osigurava prvo mjesto u nasljednom nizu najstarijem djetetu bez obzira na spol, tako da je njeno najstarije dijete, princeza Viktorija, postala prijestolonasljednica.

## Interesi
Kraljica Silvija dijeli mužev interes za prirodu. Voli vrtlarstvo i zajedno s mužem održava park koji je kupila njegova pretkinja Viktorija Badenska. Kraljica također uživa u operi, kazalištu i koncertima.